# Christchurch
Christchurch (/ˈkraɪstʃɜːrtʃ/; maorsko Ōtautahi) je največje mesto na Južnem otoku Nove Zelandije in sedež regije Canterbury. Christchurch leži na vzhodni obali Južnega otoka, severno od polotoka Banks v zalivu Pegasus. Reka Avon / Ōtākaro teče skozi središče mesta z mestnim parkom ob njenih bregovih. Prebivalstvo teritorialne oblasti mesta šteje 396.200 ljudi in vključuje več manjših mestnih območij ter podeželja. Prebivalstvo mestnega območja šteje 384.800 ljudi. Christchurch je drugo največje mesto po številu prebivalcev v mestnih območjih na Novi Zelandiji, takoj za Aucklandom. Je glavno mestno območje nastajajoče podregije, znane kot Greater Christchurch. Pomembna manjša mestna območja v tej podregiji so Rangiora in Kaiapoi v okrožju Waimakariri, severno od reke Waimakariri, ter Rolleston in Lincoln v okrožju Selwyn na jugu.
Prvi prebivalci so se na to območje preselili nekje med letoma 1000 in 1250 našega štetja. Lovili so moe, kar je povzročilo izumrtje ptic do leta 1450 in uničilo velik del gozda mataī (Prumnopitys taxifolia - črni bor) in tōtara (Podocarpus totara). Prvi iwi (pleme), ki so naselili območje, ki je kasneje postalo znano kot Christchurch, so bili Waitaha, ki so se na to območje preselili v 16. stoletju. Kasneje so jim sledili Kāti Māmoe, ki so osvojili Waitahe. V 16. in 17. stoletju so se Ngāi Tahu preselili na to območje in si podredili Kāti Māmoe. Sčasoma je pleme Ngāi Tahu razvilo velik pā s sedežem okoli Kaiapoija, ki je bil glavno središče za trgovino z zelenim kamnom pounamu.
Christchurch je postal mesto s kraljevo listino 31. julija 1856, s čimer je postal uradno najstarejše ustanovljeno mesto na Novi Zelandiji. Canterbury Association, ki je poselila  Canterburyjsko ravnino, je mesto poimenovala po Christ Church, Oxford. Novo naselje je bilo postavljeno v mrežnem vzorcu s središčem na Stolničnem trgu; v 19. stoletju je bilo malo ovir za hitro rast mestnega območja, razen Pacifika na vzhodu in Port Hillsa na jugu. Kmetijstvo je zgodovinski steber gospodarstva Christchurcha. Zgodnja prisotnost Univerze v Canterburyju in dediščina mestnih akademskih ustanov v povezavi z lokalnimi podjetji je spodbudila številne na tehnologiji temelječe industrije. Christchurch je eno od petih antarktičnih prehodnih mest, ki gosti podporne baze za Antarktiko za več držav.
Mesto je med septembrom 2010 in januarjem 2012 utrpelo vrsto potresov, najbolj uničujoč pa je bil ob 12.51 dne 22. februarja 2011, v katerem je bilo ubitih 185 ljudi, na tisoče stavb po vsem mestu pa je utrpelo hudo škodo, pri čemer se je zrušilo nekaj osrednjih mestnih stavb. Do konca leta 2013 je bilo porušenih 1500 stavb v mestu, kar je vodilo v tekoče projekte obnove. Mesto je pozneje postalo prizorišče terorističnega napada na dve mošeji 15. marca 2019, v katerem je bilo ubitih 51 ljudi in ki ga je premierka Jacinda Ardern opisala kot »enega najtemnejših dni Nove Zelandije«.

## Etimologija
Ime Christchurch je bilo sprejeto na prvem srečanju združenja Canterbury 27. marca 1848. Razlog za to ni jasen, vendar je najverjetneje, da so ga poimenovali po kolidžu Christ Church v Oxfordu, ki je bil alma mater mnogih članov združenja, vključno z Johnom Robertom Godleyjem. Obstaja nekaj vzporednic med kampusom kolidža in načrti novega mesta, vključno z lastno stolnico, najmanjšo v Angliji.
Maorsko ime Ōtautahi, kar pomeni 'kraj Tautahi', je bilo sprejeto v 1930-ih. Ōtautahi je bilo ime določene lokacije ob reki Avon / Ōtākaro (blizu današnjega gasilskega doma na ulici Kilmore). To mesto je bilo sezonsko bivališče poglavarja Ngāi Tahu Te Potiki Tautahija, katerega glavni dom je bil Port Levy na polotoku Banks, čeprav drugo poročilo trdi, da je bil zadevni Tautahi sin poglavarja Port Levyja Huikaija. Pred tem je Ngāi Tahu območje Christchurcha na splošno označeval kot Karaitiana, kar je transkripcija angleške besede Christian.
"ChCh" se včasih uporablja kot okrajšava za Christchurch. V novozelandskem znakovnem jeziku je Christchurch podpisan z dvema Cs.

## Zgodovina

### Maorsko naselje
Arheološki dokazi, najdeni v jami pri Redcliffsu leta 1876, kažejo, da so območje Christchurcha najprej naselila plemena lovcev na moe okoli leta 1250 našega štetja. Tem prvim prebivalcem naj bi sledilo pleme Waitaha, ki naj bi se preselili z vzhodne obale Severnega otoka v 16. stoletju. Po plemenski vojni so Waitahe (sestavljene iz treh ljudstev) razlastili Ngāti Māmoe iwi. Nato so jih podjarmili Ngāi Tahu iwi, ki so ostali pod nadzorom do prihoda evropskih naseljencev 600 let kasneje.
Zemljišče, pokrito z gozdom mataī (Prumnopitys taxifolia - črni bor) in tōtara (Podocarpus totara), je bilo posekano v današnjem osrednjem mestu, leta 1500 pa se je prebivalstvo povečalo zaradi Kāti Māmoe in nato nadaljnje migracije Ngāi Tahu. Največja posamezna naselbina je bila pri Kaiapoi's pā, živahni utrdbi, ki jo je nadzoroval močan Ngāi Tahu hapū Kāi Tūāhuriri. To pā (maorska vas ali obrambna naselbina) je ustanovil plemič Tūrākautahi, vodili pa so jo njegova družina in prestižni tohunga (strokovnjak, ki izvaja katero koli veščino ali umetnost) v zelo prefinjeni družbeni in gospodarski strukturi. Tūrākautahijev hapū, Kāi Tūāhuriri, je bil imenovan po svojem očetu, pomembnem voditelju Tūāhuririju. Tūāhuriri je bil močan poglavar, ki je imel vpliv in nadzor nad velikimi območji Christchurcha, Nelsona in Wellingtona, preden se je zaradi spora z njegovim svakom Tutekawo utopil v Te Roto o Wairewa (Jezero Forsyth). Naselbina je ostala tam, kjer je bila, pod nadzorom Tūāhuririjevih potomcev, dokler je v 1830-ih ni oplenil Te Rauparaha.

### Evropska naselitev
Potem ko sta brata Weller, kitolovca iz Otaga in Sydneyja, kupila zemljišče v Putaringamotu (sodobni Riccarton), se je skupina evropskih naseljencev pod vodstvom Herriotta in McGillivrayja v začetku leta 1840 nastanila v današnjem Christchurchu. Njihovo zapuščeno posest sta prevzela brata William in John Deans leta 1843, ki sta ostala. Prve štiri ladje je zakupilo Canterbury Association in pripeljalo prvih 792 canterburyjskih romarjev v pristanišče Lyttelton. Te jadrnice so bile Randolph, Charlotte Jane, Sir George Seymour in Cressy. Charlotte Jane je bila prva, ki je prispela 16. decembra 1850. Canterburyjski romarji so želeli zgraditi mesto okoli stolnice in kolidža po vzoru Christ Church v Oxfordu.
Ime Christ Church je bilo določeno že pred prihodom ladij, na prvem zboru društva 27. marca 1848. Natančna osnova za ime ni znana. Predlagano je bilo, da je poimenovano po Christchurchu v Dorsetu v Angliji; za canterburyjsko stolnico; ali v čast Christ Church, Oxford. Zadnja razlaga je splošno sprejeta.
Na zahtevo bratov Deans – katerih kmetija je bila najzgodnejša evropska naselbina na tem območju – so reko poimenovali po reki Avon na Škotskem, ki izvira v hribih Ayrshire blizu mesta, kjer je bila kmetija njihovega dedka.
Kapitan Joseph Thomas, glavni geodet Združenja Canterbury, je pregledal okolico. Do decembra 1849 je naročil gradnjo ceste od Port Cooperja, kasneje Lytteltona, do Christchurcha prek Sumnerja. Vendar se je to izkazalo za težje od pričakovanega in gradnja ceste je bila ustavljena, medtem ko je bila čez hrib med pristaniščem in dolino Heathcote zgrajena strma steza za pešce in tovorne konje, kjer je bilo mogoče pridobiti dostop do mesta predlagane naselbine. Ta pot je postala znana kot Bridle Path, ker je bila pot tako strma, da je bilo treba tovorne konje voditi z uzdo.
Blago, ki je bilo pretežko ali preobsežno, da bi ga prepeljali s tovornimi konji čez Bridle Path, so z majhnimi jadrnicami prevažali kakih 13 km po vodi okrog obale in navzgor po estuariju Avon Heathcote do Ferrymeada. Prva javna železniška proga na Novi Zelandiji, Ferrymead Railway, je bila odprta od Ferrymeada do Christchurcha leta 1863. Zaradi težav pri potovanju čez Port Hills in nevarnosti, povezanih z ladijskim prometom po Sumner baru, so zgradili železniški predor skozi Port Hills do Lyttelton, otvoritev leta 1867.
Christchurch je postal mesto s kraljevo listino 31. julija 1856, prvo mesto na Novi Zelandiji. Številne neogotske stavbe v mestu arhitekta Benjamina Mountforta so iz tega obdobja. Christchurch je bil sedež provincialne uprave za provinco Canterbury, ki je bila ukinjena leta 1876. Do leta 1874 je bil Christchurch četrto največje mesto Nove Zelandije s 14.270 prebivalci.
Močno deževje je februarja 1868 povzročilo, da je reka Waimakariri poplavila Christchurch. Victoria Square (takrat znan kot Market Place) je ostal pod vodo, pri čemer je bila »celotna leva stran reke Avon od Montreal-street bridge do Worcester Street ena jezero, globoko do konjskega trebuha«. Stavbe v Christchurchu so poškodovali potresi v letih 1869, 1881 in 1888. Potres leta 1888 je povzročil, da se je zrušil najvišji 7,8-metrski zvonik stolnice v Christchurchu. Mark Twain je leta 1895 opisal Christchurch, »kjer se polovica ljudi vozi s kolesi, druga polovica pa se jim izogiba«.

### 1901–2000
Leta 1901 je potres z močjo 6,9, s središčem blizu Cheviota, povzročil, da se je zvonik na vrhu stolnice v Christchurchu ponovno zrušil, vendar je tokrat padlo samo 1,5 metra vrha. Ob tej priložnosti je bil obnovljen z lesom in kovino namesto s kamnom.
Leta 1906 se je v parku Hagley odprla novozelandska mednarodna razstava. Razstavo je obiskalo več kot milijon ljudi.  Leta 1908 je velik požar, ki se je začel v veleblagovnici Stranges, uničil stavbe v središču Christchurcha na ulicah High St, Cashel St in Lichfield.
Christchurch je aprila 1915 začel prejemati redno oskrbo z elektriko iz hidroelektrarne Lake Coleridge in posledično so maja 1915 v Christchurchu začele delovati prve električne luči.
Epidemija španske gripe je prispela v Christchurch novembra 1918. Sčasoma je povzročila smrt 466 prebivalcev Christchurcha.
Prebivalstvo Christchurcha je leta 1919 prvič preseglo 100.000.
Prvi sklop semaforjev je bil nameščen v Christchurchu leta 1930 na križišču ulic Cashel in Colombo.
Leta 1940 so po nekaj letih načrtovanja odprli letališče Harewood. Razvijalo se je več let, da je postalo mednarodno letališče Christchurch in leta 1950 je bilo prvo mednarodno letališče na Novi Zelandiji.
Leta 1947 se je v veleblagovnici Ballantyne's v središču mesta zgodil najhujši požar na Novi Zelandiji, pri čemer je v požaru, ki je uničil razgibano zbirko stavb, umrlo 41 ljudi.
Novembra 1957 je Bristol Freighter trčil v igrišče za golf Russley, pri čemer sta umrla dva člana posadke in dva potnika na krovu. Decembra 1957 je Christchurch prizadela ena poplava v 100 letih, ko je reka Waimakariri prestopila bregove v bližini predmestja Belfasta.
Cestni predor Lyttelton med Lytteltonom in Christchurchom je bil odprt leta 1964.
Leta 1969 je bil vzpostavljen enosmerni sistem, ki poteka skozi središče Christchurcha. Prvi dve ulici, ki sta bili enosmerni, sta bili ulici Lichfield in St Asaph. Sledile so ulice Barbadoes, Madras, Salisbury in Kilmore.
Mestna hiša Christchurch je bila odprta leta 1972.
Christchurch je leta 1974 gostil Igre britanske skupnosti Commonwealtha.
Mošeja Al-Noor je bila odprta leta 1985, to je bila takrat druga mošeja v državi.
Christchurch je avgusta 1992 prizadel največji snežni vihar v zadnjih 30 letih, ki je v nekaterih delih Christchurcha pustil do pol metra globok sneg. Na širšem območju Canterburyja je zaradi snega in mraza poginilo več kot milijon ovc.

### 21. stoletje

#### Potresi 2010–2012
V soboto, 4. septembra 2010, je Christchurch in osrednjo regijo Canterburyja ob 4.35 prizadel potres z magnitudo 7,1. Z epicentrom blizu Darfielda, zahodno od mesta na globini 10 kilometrov, je povzročil veliko škodo v mestu in manjše poškodbe, vendar brez neposrednih smrtnih žrtev.
Skoraj šest mesecev pozneje, v torek, 22. februarja 2011, je ob 12.51 mesto prizadel drugi potres z magnitudo 6,3. Njegov epicenter je bil bližje mestu, blizu Lytteltona, na globini 5 km.
Čeprav nižji na trenutni lestvici magnitude od prejšnjega potresa, je bila intenzivnost in moč tresenja tal izmerjena na IX (nasilno), med najmočnejšimi, ki so jih kdaj koli zabeležili na urbanem območju, pri čemer je bilo ubitih 185 ljudi. Med žrtvami so bili ljudje iz več kot 20 držav. Mestna stolnica ChristChurch je bila močno poškodovana in je izgubila zvonik. Zrušitev stavbe CTV je povzročila večino smrtnih žrtev. Škoda po Christchurchu je povzročila izgubo domov, večjih stavb in infrastrukture. Občutno utekočinjenje je prizadelo vzhodna predmestja, skupni stroški obnove za zavarovalnice pa so bili ocenjeni na 20–30 milijard novozelandskih dolarjev.
Nekaj časa so se nadaljevali popotresni sunki, pri čemer je bilo v regiji Canterbury od 4. septembra 2010 do 3. septembra 2014 zabeleženih 4558 nad magnitudo 3,0. Posebej veliki dogodki 13. junija 2011, 23. decembra 2011, in 2. januarja 2012 so vsi povzročili dodatno škodo in manjše telesne poškodbe; vendar brez nadaljnjih smrti. Po potresih je bilo do septembra 2013 porušenih ali delno porušenih več kot 1500 zgradb v mestu.
Mesto je po potresih doživelo hitro rast. Načrt za obnovo osrednjega mesta Christchurch vodi obnovo osrednjega mesta. V stanovanjskem sektorju je prišlo do ogromne rasti, saj naj bi bilo do leta 2028 na območju Greater Christchurch zgrajenih okoli 50.000 novih hiš, kot je opisano v načrtu za obnovitev rabe zemljišč (LURP).

#### 2017 gozdni požari
13. februarja 2017 sta na Port Hillsu izbruhnila dva požara. V naslednjih dveh dneh sta se združila in en sam zelo velik gozdni požar se je razširil po obeh straneh Port Hilla in skoraj dosegel Governors Bay na jugozahodu ter cesto Westmorland, Kennedys Bush in Dyers Pass skoraj navzdol do znaka Takahe. Ogenj je uničil enajst hiš, več kot tisoč prebivalcev je bilo evakuiranih iz svojih domov, pogorelo je več kot 2.076 hektarjev zemlje.

#### Teroristični napad 2019
Enainpetdeset ljudi je umrlo v dveh zaporednih množičnih strelskih napadih v mošeji Al Noor in islamskem centru Linwood, ki jih je 15. marca 2019 izvedel avstralski belski rasist. Štirideset drugih je bilo ranjenih. Premierka Jacinda Ardern je napade opisala kot »enega najtemnejših dni Nove Zelandije«. 2. junija 2020 je napadalec priznal krivdo po več obtožbah umora, poskusa umora in terorizma. 27. avgusta je bil obsojen na dosmrtno ječo brez pogojnega izpusta, kar je bila prvič izrečena na Novi Zelandiji.

## Geografija
Christchurch leži v Canterburyju, blizu središča vzhodne obale Južnega otoka, vzhodno od Canterburyjske nižine. Je blizu južnega konca Pegazovega zaliva in je na vzhodu omejen z obalo Tihega oceana in izlivom rek Avon/Ōtākaro in Ōpāwaho/Heathcote. Na jugu in jugovzhodu je urbani del mesta omejen z vulkanskimi pobočji Port Hills, ki ga ločujejo od polotoka Banks. Na severu mesto omejuje prepletena reka Waimakariri.
Christchurch je eno od skupine le štirih sedanjih mest na svetu, ki so bila skrbno načrtovana po enaki postavitvi osrednjega mestnega trga, štirih dopolnjujočih se mestnih trgov, ki ga obkrožajo, in parkovnega območja, ki zajema središče mesta. Prvo mesto, zgrajeno s tem vzorcem, je bila Filadelfija. Kasneje sta prišli Savannah in Adelaide, pred Christchurchom.
Christchurch ima eno najkakovostnejših zalog vode na svetu, njena voda pa je ocenjena med najčistejše na svetu.. Neočiščena, naravno filtrirana voda se pridobiva prek več kot 50 črpališč, ki obdajajo mesto, iz vodonosnikov, ki izhajajo iz vznožja Južnih Alp. Vendar pa je bilo od leta 2018 približno 70 % oskrbe z vodo v Christchurchu začasno kloriranih zaradi nadgradenj vodnjaka, kloriranje pa naj bi se ustavilo, ko bodo nadgradnje dokončane in certificirane.

### Central City
V središču mesta je stolnični trg, ki obdaja zdaj v potresu poškodovano znamenito anglikansko [[Stolnica v Christchurchu|stolnico. Območje okoli tega trga in znotraj štirih avenij (avenija Bealey, avenija Fitzgerald, avenija Moorhouse in avenija Deans) velja za osrednje poslovno okrožje mesta. Osrednje mesto ima tudi številna stanovanjska območja, vključno z notranjim mestom East, Inner City West, Avon Loop, Moa Neighborhood in Victoria, vendar je bilo veliko stanovanjskih stavb po potresih februarja 2011 porušenih. Stolnični trg je na križišču dveh glavnih osrednjih ulic, Colombo Street in Worcester Street.
Stolnični trg, srce mesta, je gostil znamenitosti (do potresa februarja 2011), kot so: Čarovnika z Nove Zelandije, Ian Brackenbury Channell in evangelist Ray Comfort; redni tržni dnevi; prostostoječi vozički za hrano in kavo; akvarij, pubi in restavracije ter glavni mestni turistično informacijski center. Pričakuje se, da se bodo aktivnosti na Stolničnem trgu povečale, ko bo obnova napredovala. (Po potresu leta 2011 se je Wizard of New Zealand preselil na New Regent Street in tam deloval, dokler leta 2021 ni izgubil pogodbe z mestom.)
Central City vključuje tudi predele ulic Cashel in High, namenjene pešcem, ki so pred potresi znani kot City Mall. Prenovljeno v letih 2008/09 je nakupovalno središče imelo posebej oblikovane sedeže, cvetlične in vrtne zaboje, več dreves, tlakovce in razširitev osrednje mestne tramvajske poti. Podaljšanje tramvajske proge je bilo skoraj dokončano, ko je februarja 2011 prizadel potres. Po potresih je bila večina stavb v nakupovalnem središču Cashel porušenih. Oktobra 2011 se je na ulici Cashel poleg veleblagovnice Ballantyne's odprlo nakupovalno območje, imenovano Re:START. Nakupovalno središče Re:START je bilo sestavljeno iz pisanih ladijskih zabojnikov, ki so bili spremenjeni v hišne maloprodajne trgovine. Most spomina v spomin na mrtve v vojni stoji na zahodnem koncu nakupovalnega središča, popravljen in ponovno posvečen na dan Anzac, v ponedeljek, 25. aprila 2016.
Kulturno območje je predstavljalo ozadje živahnemu prizorišču nenehno spreminjajočih se umetniških, kulturnih in dediščinskih znamenitosti na območju, manjšem od enega kvadratnega kilometra. Umetniški center, muzej Canterbury in umetniška galerija so v kulturnem predelu. Večina dejavnosti je bila brezplačnih, na voljo pa je bil tudi zemljevid za tiskanje. Njihova območja se počasi ponovno odpirajo po potresnih sanacijah in utrditvah.
Leta 2010 je mestni svet Christchurcha izdal akcijski načrt »Mesto za ljudi«, program dela do leta 2022 za izboljšanje javnih prostorov v osrednjem mestu, da bi pritegnili več prebivalcev in obiskovalcev mestnih središč. Primarni ukrep je bil zmanjšati vpliv motoriziranih osebnih vozil in povečati udobje pešcev in kolesarjev. Načrt je temeljil na poročilu, ki ga je za svet pripravilo priznano dansko projektantsko podjetje Gehl Architects. Od potresa v Christchurchu leta 2011 je bil arhitekt iz Wellingtona Ian Athfield izbran za prenovo načrta, čeprav je bilo predlaganih veliko različnih predlogov za obnovo Central City.
Central City, ki je bilo po potresu 22. februarja popolnoma zaprto, se je odprlo postopoma in je bilo v celoti ponovno odprto junija 2013; čeprav je bilo nekaj ulic še vedno zaprtih zaradi potresne škode, popravil infrastrukture in poškodovanih zgradb.

### Podnebje
Christchurch ima zmerno oceansko podnebje (Köppen: Cfb) z milim poletjem, hladno zimo in rednimi zmernimi padavinami. Ima povprečne najvišje dnevne temperature zraka 22,6 °C januarja in 10,9 °C julija. Poletje v mestu je večinoma toplo, vendar ga pogosto ublaži morski vetrič s severovzhoda. Rekordno visoka temperatura 41,6 °C je bila dosežena februarja 1973. Pomembna značilnost vremena je severozahodnik, vroč fen veter, ki občasno doseže nevihtno moč in povzroči obsežno manjšo materialno škodo. Tako kot številna mesta tudi Christchurch doživlja učinek mestnega toplotnega otoka; temperature so nekoliko višje v predelih mestnega jedra v primerjavi z okoliškim podeželjem.
Pozimi je običajno, da temperatura ponoči pade pod 0 °C. V povprečju je na leto 80 dni zmrzali. Sneženje se v povprečju pojavi trikrat na leto, čeprav v nekaterih letih ni zabeleženo nobeno. Najnižja zabeležena temperatura je bila −7,1 °C 18. julija 1945, kar je bila tretja najnižja zabeležena temperatura v večjih mestih Nove Zelandije.
V mrzlih zimskih nočeh se okoliški hribi, jasno nebo in zmrznjeno mirne razmere pogosto združijo, da tvorijo stabilno inverzijsko plast nad mestom, ki zadržuje izpušne pline vozil in dim iz domačih požarov, ki povzročajo smog. Čeprav ni tako hud kot smog v Los Angelesu ali Ciudad de Mexicu, smog v Christchurchu pogosto presega priporočila Svetovne zdravstvene organizacije glede onesnaženosti zraka. Da bi omejil onesnaževanje zraka, je regionalni svet leta 2006 prepovedal uporabo odprtega ognja v mestu.

## Demografija
Mesto Christchurch pokriva površino 1.415,47 km² in je imelo junija 2023 ocenjeno število prebivalcev 396.200 z gostoto prebivalstva 280 ljudi na km².
To je drugo najbolj naseljeno območje, ki ga upravlja en sam svet na Novi Zelandiji, in največje mesto na Južnem otoku. Prebivalstvo obsega 384.800 ljudi v mestnem območju Christchurch, 3180 ljudi v mestnem območju Lyttelton, 1650 ljudi v mestnem območju Diamond Harbor in 6570 ljudi v podeželskih naseljih in območjih.
Mesto Christchurch je imelo ob popisu prebivalstva na Novi Zelandiji leta 2018 369.006 prebivalcev, kar je povečanje za 27.537 ljudi (8,1 %) od popisa leta 2013 in povečanje za 20.550 ljudi (5,9 %) od popisa leta 2006. Bilo je 138.381 gospodinjstev, v katerih je živelo 183.972 moških in 185.034 žensk, kar pomeni razmerje med spoloma 0,99 moških na žensko.
Etnične pripadnosti je bilo 77,9 % Evropejcev/Pākehā, 9,9 % Maorov, 3,8 % Pasifika, 14,9 % Azijcev in 2,9 % drugih etničnih skupin. Ljudje se lahko identificirajo z več kot eno etnično pripadnostjo.
Odstotek ljudi, rojenih v tujini, je bil 26,8 v primerjavi s 27,1 % v državi.
Čeprav so se nekateri odločili, da na popisno vprašanje o verski pripadnosti ne bodo odgovorili, jih 50,8 % ni bilo veroizpovednih, 36,3 % je bilo kristjanov, 0,4 % jih je verovalo Maorov, 1,8 % je bilo hindujcev, 1,1 % muslimanov, 1,0 % budistov in 2,5 % druge religije.

## Vrata na Antarktiko
Christchurch ima zgodovino vpletenosti v raziskovanje Antarktike – tako Robert Falcon Scott kot Ernest Shackleton sta uporabila pristanišče Lyttelton kot izhodišče za odprave, v osrednjem mestu pa je kip Scotta, ki ga je izklesala njegova vdova Kathleen Scott. Canterburyjski muzej v mestu hrani in razstavlja številne zgodovinske artefakte in zgodbe o raziskovanju Antarktike.
Mednarodni antarktični center ponuja bazne objekte ter muzej in center za obiskovalce, ki se osredotoča na trenutne dejavnosti na Antarktiki. Mornarica Združenih držav Amerike in Nacionalna zračna garda Združenih držav Amerike, okrepljeni z novozelandskimi in avstralskimi zračnimi silami, uporabljajo letališče Christchurch kot vzletno točko za glavno oskrbovalno pot do baz McMurdo in Scott na Antarktiki. Center za distribucijo oblačil v Christchurchu je imel več kot 140.000 kosov opreme za ekstremno hladno vreme za izdajo skoraj 2000 udeležencem ameriškega antarktičnega programa v sezoni 2007–08.

## Botanični vrt
Botanični vrt Christchurch je bil ustanovljen leta 1863, ko je bil zasajen angleški hrast v spomin na slovesnost poroke princa Alberta in danske princese Alexandre. Vrtovi se razprostirajo na površini 21 hektarjev in ležijo ob zanki reke Avon poleg parka Hagley. Botanični vrt Christchurch ima različne zbirke eksotičnih in lokalnih rastlin Nove Zelandije, več zimskih vrtov, vrtec, igrišče in klimatsko postajo.